# Patricia Hall
Patricia Hall, jamajška atletinja, * 16. oktober 1982, Saint Ann, Jamajka.
Ni nastopila na olimpijskih igrah. Na svetovnih prvenstvih je v štafeti 4×400 m osvojila srebrno medaljo leta 2011.